# 2119 Schwall
A 2119 Schwall (ideiglenes jelöléssel 1930 QG) a Naprendszer kisbolygóövében található aszteroida. Max Wolf és Mario Ferrero fedezte fel 1930. augusztus 30-án.